# Коараз
Коара́з (фр. Coaraze) — коммуна на юго-востоке Франции в регионе Прованс — Альпы — Лазурный берег, департамент Приморские Альпы, округ Ницца, кантон Конт.
Площадь коммуны — 17,14 км², население — 712 человек (2006) с тенденцией к росту: 783 человека (2012), плотность населения — 45,7 чел/км².

## Население
Население коммуны в 2011 году составляло — 759 человек, а в 2012 году — 783 человека.
| 1962 | 1968 | 1975 | 1982 | 1990 | 1999 | 2006 | 2008 | 2011 | 2012 |
| ---- | ---- | ---- | ---- | ---- | ---- | ---- | ---- | ---- | ---- |
| 421  | 513  | 327  | 463  | 540  | 654  | 712  | 729  | 759  | 783  |

Динамика численности населения:

## Экономика
В 2010 году из 492 человек трудоспособного возраста (от 15 до 64 лет) 380 были экономически активными, 112 — неактивными (показатель активности 77,2 %, в 1999 году — 69,9 %). Из 380 активных трудоспособных жителей работали 348 человек (193 мужчины и 155 женщин), 32 числились безработными (16 мужчин и 16 женщин). Среди 112 трудоспособных неактивных граждан 25 были учениками либо студентами, 50 — пенсионерами, а ещё 37 — были неактивны в силу других причин.
На протяжении 2010 года в коммуне числилось 334 облагаемых налогом домохозяйства, в которых проживало 762,0 человека. При этом медиана доходов составила 19 тысяч 804 евро на одного налогоплательщика.